# Jules Huret
Pour les articles homonymes, voir Huret.
Jules Huret, né à Boulogne-sur-Mer le 8 avril 1863 et mort à Paris le 14 février 1915, est un journaliste français, connu surtout pour ses interviews d'écrivains. 

## Biographie
Né dans une famille de marins pêcheurs, il commence à travailler dès l'âge de quinze ans au secrétariat de la mairie de Boulogne-sur-Mer pour aider sa mère devenue veuve. Il fonde en 1881 une petite revue littéraire. Venu à Paris en 1885, il trouve un emploi chez un éditeur de livres scolaires de la rive gauche. Entré en 1886 à L'Événement d'Edmond Magnier, il y demeure pendant six mois, puis travaille à la pige pour divers autres quotidiens. En 1890, Valentin Simond l'engage comme collaborateur régulier de L'Écho de Paris. En mars 1891, il y inaugure sa célèbre Enquête sur l'évolution littéraire, au cours de laquelle il interroge 64 écrivains, dont Émile Zola et ses cinq collaborateurs des Soirées de Médan, Octave Mirbeau et Maurice Barrès, sur l'état et les perspectives de la littérature d'expression française, sur la bataille des « Psychologues contre les Naturalistes », et des « Symbolistes contre les Parnassiens ».
Il se spécialise dans l'interview et les enquêtes, ce qui le fera connaître du grand public. Il passe en 1892 au Figaro, où il commence la même année une Enquête sur la question sociale en Europe, qui le mène à Rome, à Zurich, à Vienne, en Allemagne et en Russie. Il interrogera  aussi Edmond de Rothschild sur la question sociale. Il interviewe ainsi l'anarchiste italien Malatesta ou le philosophe russe en exil, Pierre Lavroff, proche des socialistes-révolutionnaires.
En 1895, sous la direction d'Antonin Périvier et de Fernand de Rodays, il se voit confier la Petite chronique des lettres du quotidien, puis, de 1896 à 1899, la chronique théâtrale. À partir de 1902, il fait de grands voyages à l'étranger, d'où il rapporte de nouveaux reportages. Il publie dans Le Figaro des enquêtes sur les États-Unis, que son ami Octave Mirbeau propose pour le prix Goncourt, sur l'Allemagne et sur l'Argentine, ainsi que sur l'université et la politique, sur les pauvres et sur les droits de la critique. Il a également laissé des entretiens avec des écrivains étrangers : Léon Tolstoï, Rudyard Kipling, Mark Twain.

## Publications
- Enquête sur l'évolution littéraire. Conversations avec MM. Renan, de Goncourt, Émile Zola, Guy de Maupassant, Huysmans, Anatole France, Maurice Barrès, Jules Lemaître, Stéphane Mallarmé, Paul Verlaine, Jean Moréas, Saint-Pol-Roux, Maurice Maeterlinck, Octave Mirbeau, Rosny, Joseph Caraguel, Paul Margueritte, Descaves, Leconte de Lisle, Catulle Mendès, François Coppée, Vacquerie, Claretie, etc., etc. Lettres de Jean Richepin, Ponchon, Édouard Rod, Joséphin Peladan, etc. etc. (1891), Texte en ligne sur wikisource.
- La Catastrophe du Bazar de la Charité (4 mai 1897). Historique du Bazar de la charité, la catastrophe. Documents recueillis et mis en ordre par Jules Huret (1897)[8],
- Enquête sur la question sociale en Europe (1897)[3],
- Sarah Bernhardt (1899)[9],
- Loges et coulisses (1901)[10],
- Tout yeux, tout oreilles (1901)[11],
- Les Grèves. Enquête au Creusot, à Lille, Roubaix, Anzin, Lens, Marseille, Carmaux, Lyon, Saint-Étienne, Saint-Chamond (1902)[12],
- En Amérique,
  - De New York à la Nouvelle Orléans (1904)[13],
  - De San Francisco au Canada (1905)[14],
  - L'Amérique moderne (1911),
- En Allemagne,
  - Rhin et Westphalie : prospérité, les villes, les ports, usiniers et philanthropes, les grands syndicats patronaux (1907)[15],
  - De Hambourg aux Marches de Pologne (1908)[16],
  - Berlin (1909)[17],
  - La Bavière et la Saxe (1911)[18],
  - L'Allemagne moderne (1913)[19],[20],
- En Argentine,
  - De Buenos Aires au Gran Chaco (1911)[21],
  - De la Plata à la Cordillère des Andes (1913)[22]
- Rothschild et la question sociale (1920)[4],
- Correspondance Octave Mirbeau-Jules Huret (2009).